# NGC 3534
NGC 3534 (również NGC 3534A, PGC 33786 lub UGC 6190) – galaktyka spiralna (Sb), znajdująca się w gwiazdozbiorze Lwa. Odkrył ją Otto Struve 18 marca 1869 roku. Tworzy optyczną parę z galaktyką PGC 33782, zwaną także NGC 3534B, jednak dużo większe przesunięcie ku czerwieni tej towarzyszki świadczy o tym, że znajduje się ona znacznie dalej i że galaktyki te nie są ze sobą fizycznie związane.